# Василенко, Василий Яковлевич
Василий Яковлевич Василенко (род. 8 декабря 1955, Медвин, Киевская область) — советский и украинский дирижер, руководитель Национального президентского (симфонического) оркестра Украины. Заслуженный деятель искусств Украины (1998). Народный артист Украины (2009).
С 2003—2014 гг. — музыкальный руководитель — главный дирижер Донецкого национального академического театра оперы и балета им. А. Б. Соловьяненко (Донбасс Опера). С 2001—2003 гг. — генеральный директор — художественный руководитель Одесского государственного академического театра оперы и балета. Директор Международного фестиваля оперного искусства «Золотая Корона». Президент Благотворительного фонда им. С. С. Прокофьева. Профессор Национальной музыкальной академии Украины им. П. И. Чайковского.

## Биография
Родился 8 декабря 1955 г. в с. Медвин Богуславского района Киевской обл. в семье Якова Несторовича и Марии Александровны Василенко. Имеет двух братьев — Анатолия и Владимира.
После окончания в 1986 г. Львовской государственной консерватории им. М. В. Лысенко по специальности оперно-симфоническое дирижирование (класс профессора Ю. Луцива) Василенко был приглашён на должность дирижёра Харьковского государственного академического театра оперы и балета им. М. В. Лысенко. Выступил сопостановщиком опер «Аида» Дж. Верди и «Бегущая по волнам» И. Ковача. В 1988—1989 гг. проходил стажировку в Большом театре России под руководством Ф. Мансурова. По окончании стажировки работал дирижёром Донецкого государственного академического театра оперы и балета (1989—1994 гг.), на сцене которого впервые осуществил постановки опер «Брачный вексель» (к 200-летию Дж. Росини), «Ключ на мостовой» Ж. Оффенбаха, «Телефон» Дж. Менотти, а также музыкального спектакля «Мой Бог, моя любовь, мое счастье» (к 150-летию со дня рождения П. И. Чайковского). Инициированная Василенко постановка оперы Н. Аркаса «Катерина» по одноименной поэме Т. Шевченко (режиссёр — Ю. Чайка) получила Диплом Регионального фестиваля премьер сезона «Театральный Донбасс».
С 1994 года на работе в Одесском государственном академическом театр оперы и балета. В 2001—2003 годах — генеральный директор — художественный руководитель театра. За эти два года театром был осуществлён ряд постановок, среди которых оперы Доницетти «Лючия ди Ламмермур» (Премия Гран-При), Б. Бриттена «Давайте ставить оперу», Дж. Пуччини «Тоска»; оратория М. Волинского «Моисей»; балеты К. Данькевич «Лилея или вернисаж Т. Г. Шевченко», И. С. Баха «Женщины в ре-миноре», Ж. Бизе-Р. Щедрина «Кармен-сюита», Л. Волкова «Алиса в стране чудес»; спектакль «Мой Бог, моя любовь, мое счастье …».
С 2003 года музыкальный руководитель и главный дирижёр Донецкого государственного академического театра оперы и балета им. А. Б. Соловьяненко.
Василенко — инициатор постановки впервые на Украине оперы «Летучий Голландец» по случаю 200-летия со дня рождения Р. Вагнера (2012 г.).
С 2009 года — профессор Донецкой музыкальной академии им. С. Прокофьева, с 2014 г. — профессор кафедры оперной подготовки и музыкальной режиссуры Национальной музыкальной академии Украины им. П. И. Чайковского, дирижёр оперной студии.

## Постановки
- «Богдан Хмельницкий» К. Ф. Данькевича
- «Евгений Онегин» П. И. Чайковского
- «Богема» Дж. Пуччини
- «Турандот» Дж. Пуччини
- «Отелло» Дж. Верди
- «Фальстаф» Дж. Верди
- «Любовный напиток» Г. Доницетти
- «Севильский цирюльник» Дж. Россини
- «Корсар» (А. Адана)
- «Ромео и Джульетта» С. С. Прокофьева
- «Тысяча и одна ночь» Ф. Амирова

## Награды и премии
- Орден «За заслуги» III степени (2006)[1]
- Народный артист Украины (2009)[2]
- Заслуженный деятель искусств Украины (1998)[3]
- Национальная премия Украины имени Тараса Шевченко (2014) — за постановку оперного спектакля «Летучий голландец» Р. Вагнера[4].
- Лучший артист года (2008)
- Почётный посол украинской культуры в Канаде (2009)
- Почётная грамота Президента Украины — за значительный личный вклад в развитие современной Украины